# جان شامبيون
جان شامبيون (بالفرنسية: Jean Champion)‏ هو ممثل فرنسي، ولد في 9 مارس 1914 في تشالون سور ساون في فرنسا، وتوفي بنفس المكان في 23 مايو 2001.

## أعمال

### أفلام
- (1962) أطول يوم[2][3]
- (1964) مظلات شربورغ
- (1973) ليلة أمريكية

## وصلات خارجية
- جان شامبيون على موقع IMDb (الإنجليزية)
- جان شامبيون على موقع ألو سيني (الفرنسية)
- جان شامبيون على موقع أول موفي (الإنجليزية)
- جان شامبيون على موقع قاعدة بيانات الأفلام السويدية (السويدية)
- جان شامبيون على موقع قاعدة بيانات الفيلم (الإنجليزية)
- جان شامبيون على موقع كينوبويسك (الروسية)